# Mir (osiedle typu miejskiego)
Mir (biał. Мір, Mir) – osiedle typu miejskiego na Białorusi, położone w obwodzie grodzieńskim, w rejonie korelickim, ok. 85 km na południowy zachód od Mińska; 2,4 tys. mieszkańców (2010).
Siedziba dwóch parafii prawosławnych (w dekanacie korelickim) – pw. Świętej Trójcy i pw. św. Jerzego Zwycięzcy, a także parafii rzymskokatolickiej pw. św. Mikołaja.
Miasto magnackie położone było w końcu XVIII wieku w powiecie nowogródzkim województwa nowogródzkiego. Prawa miejskie na wzór prawa magdeburskiego nadał Mikołaj Krzysztof Radziwiłł w 1579 roku.

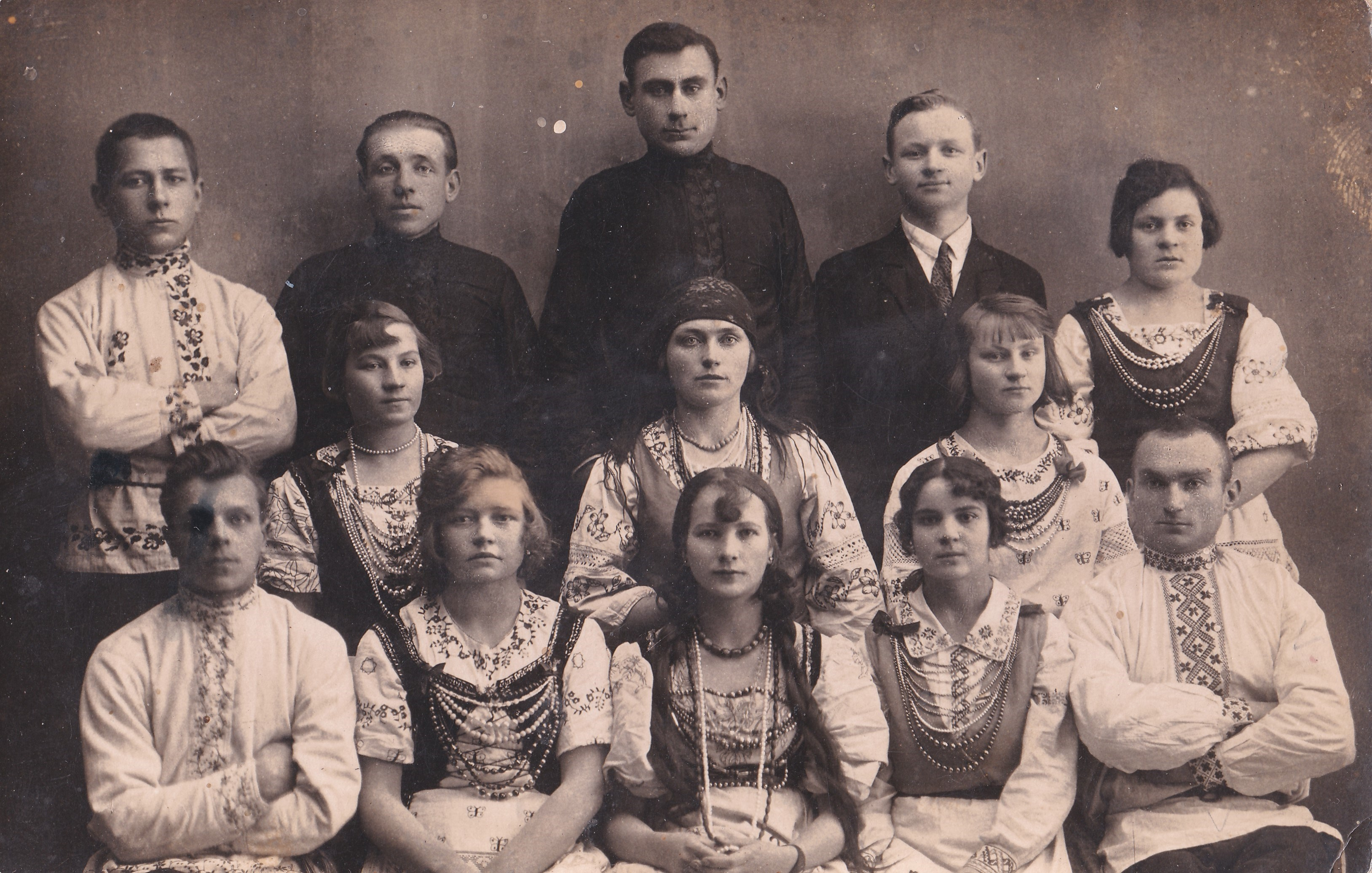
Członkowie koła Towarzystwa Szkoły Białoruskiej w miasteczku Mir (lata trzydzieste XX w.).

## Historia
Wioska Mir została założona przed 1345. Jej historia łączy się ściśle z zamkiem, wybudowanym na przełomie XV/XVI wieku przez starostę brzeskiego i kowieńskiego Jerzego Illinicza herbu Korczak. Po bezpotomnej śmierci jego wnuka Jerzego Illnicza dobra poprzez spadek objął Mikołaj Krzysztof Radziwiłł. Miejscowość w tym czasie była otoczona wałem i posiadała cztery bramy: Mińską, Wileńską, Słonimską, Zamkową. W 1579 miejscowość otrzymała prawa miejskie magdeburskie. W 1589 roku Mir stał się częścią należącej do Radziwiłłów Ordynacji nieświeskiej. W 1605 roku konsekrowano kościół katolicki. W 1677 w Mirze znajdowało się 109 sklepów. W 1700 roku zbudowano unicką cerkiew bazylianów. W 1706 miasteczko ucierpiało od wojsk szwedzkich Karola XII. W 1785 roku przez miasteczko przejeżdżał król Stanisław August Poniatowski.
11 czerwca 1792 roku podczas wojny polsko-rosyjskiej 1792 pod miastem wojska Wielkiego księstwa litewskiego zostały pokonane przez wojska rosyjskie. W efekcie III Rozbioru Polski w 1795 roku Mir znalazł się na terytorium Imperium Rosyjskiego. Po śmierci Dominika Radziwiłła Mir odłączono z ordynacji i przekazano jego córce Stefanii, która wyszła za Ludwika Adolfa Wittgensteina.
10 lipca 1812 r. wojska polskie pod dowództwem gen. Aleksandra Rożnieckiego stoczyły pod Mirem przegraną bitwę z wojskami rosyjskimi.
Miasto zyskało sławę pośród Żydów dzięki założonej Mir Jesziwa, która działała od 1815 do 1939, zlikwidowanej przez bolszewików, stanowiąc renomowane międzynarodowe centrum judaizmu. W trakcie I wojny światowej miasteczko zostało zajęte przez wojska niemieckie. Po wycofaniu się Niemców w grudniu 1918 roku miejscowość została zajęta bez walki przez bolszewików.
W czasach II Rzeczypospolitej Polskiej leżał w województwie nowogródzkim. Był siedzibą wiejskiej gminy Mir. W 1921 miasto liczyło 3741 mieszkańców, zamieszkałych w 592 budynkach, w tym 1903 Żydów, 1421 Białorusinów, 400 Polaków, 12 Tatarów i 5 Rosjan. 2074 mieszkańców było wyznania mojżeszowego, 1378 prawosławnego, 218 rzymskokatolickiego i 71 muzułmańskiego. W 1939 roku Mir liczył około 5500 mieszkańców z czego połowę stawiła ludność żydowska.
We wrześniu 1939 roku na mocy umowy Ribbentrop-Mołotow Mir został zajęty przez Armię Czerwoną. Miejscowość weszła w skład Białoruskiej SRR, jako siedziba władz rejonu  mirskiego. Wkrótce zaczęto wprowadzać kolektywizację. Wielu miejscowych Polaków wywieziono do łagrów. W 1940 roku studenci z mirskiej jesziwy i ich nauczyciele religijni skorzystali z podarowanych wiz holenderskich i uciekli do jeszcze niepodbitej Republiki Litewskiej, następnie do Chin, Mandatu Palestyny i USA, gdzie założyli jesziwy noszące nazwę „mirskie”.
W 1941 roku, po ataku Niemiec na ZSRR, Mir został zajęty przez Wehrmacht. 9 listopada 1941 roku ponad 1500 wyznawców judaizmu rozstrzelano w piaskowni na końcu parku zamkowego. W tym samym roku Niemcy zabili 700 Żydów przy przemianowanej już pod władzą sowiecką ulicy Oktiabrskiej. Wkrótce w jednej z dzielnic miasta utworzono getto, które w maju 1942 roku przeniesiono do zamku, otaczając go drutem kolczastym i chroniąc karabinami maszynowymi. W lipcu 1942 roku w uroczysku Jabłonowścina Niemcy rozstrzelali 750 osób. W nocy 9 sierpnia 1942 około 200 młodych Żydów uciekło z zamku do lasu. Pozostali zostali zamordowani przez Niemców na terenie zamku 13 sierpnia 1942 roku. Po rozbiciu Niemców w 1944 roku rejon Miru ponownie znalazł się pod kontrolą władz sowieckich.
W Mirze można odnaleźć wiele miejsc upamiętniających historię społeczności żydowskiej, a także historię ZSRR, nie zostało wiele pamiątek po Polakach.

## Zabytki
- Zamek w Mirze
- Kościół katolicki św. Mikołaja, gotycko-renesansowy, zbudowany w latach 1599-1605. Świątynia jest trójnawową bazyliką z półkoliście zamkniętym prezbiterium i dwiema półokrągłymi zakrystiami. Od frontu, na osi nawy głównej, znajduje się czworoboczna wieża, pierwotnie czterokondygnacyjna (zachowały się dwie kondygnacje), o elewacjach ozdobionych profilowanymi gzymsami i głębokimi niszami. Na przedłużeniu niskich naw bocznych znajdowały się niegdyś okrągłe wieżyczki, flankujące centralną wieżę. Pod kościołem znajduje się krypta grobowa.
- Cerkiew unicka bazylianów (obecnie prawosławna) Św. Trójcy, ufundowana ok. 1700 roku przez kanclerza litewskiego ks. Karola Stanisława Radziwiłła jako cerkiew klasztoru bazylianów, po kasacie unii w 1839 roku  zamieniona na prawosławną, po pożarze w 1865 r. przebudowana w stylu rosyjsko-bizantyjskim. Czwórdzielna; składa się z trójkondygnacyjnej wieży-dzwonnicy dobudowanej w 2 poł. XIX w., babińca, nawy na planie kwadratu i części ołtarzowej. Wieżę wieńczy spiczasty dach namiotowy z kopułką, nawę – pięć większych kopuł nadbudowanych w 2 poł. XIX w.
- Stary cmentarz katolicki
- Cmentarz żydowski
- Cerkiew prawosławna św. Jerzego z 1910

## Galeria

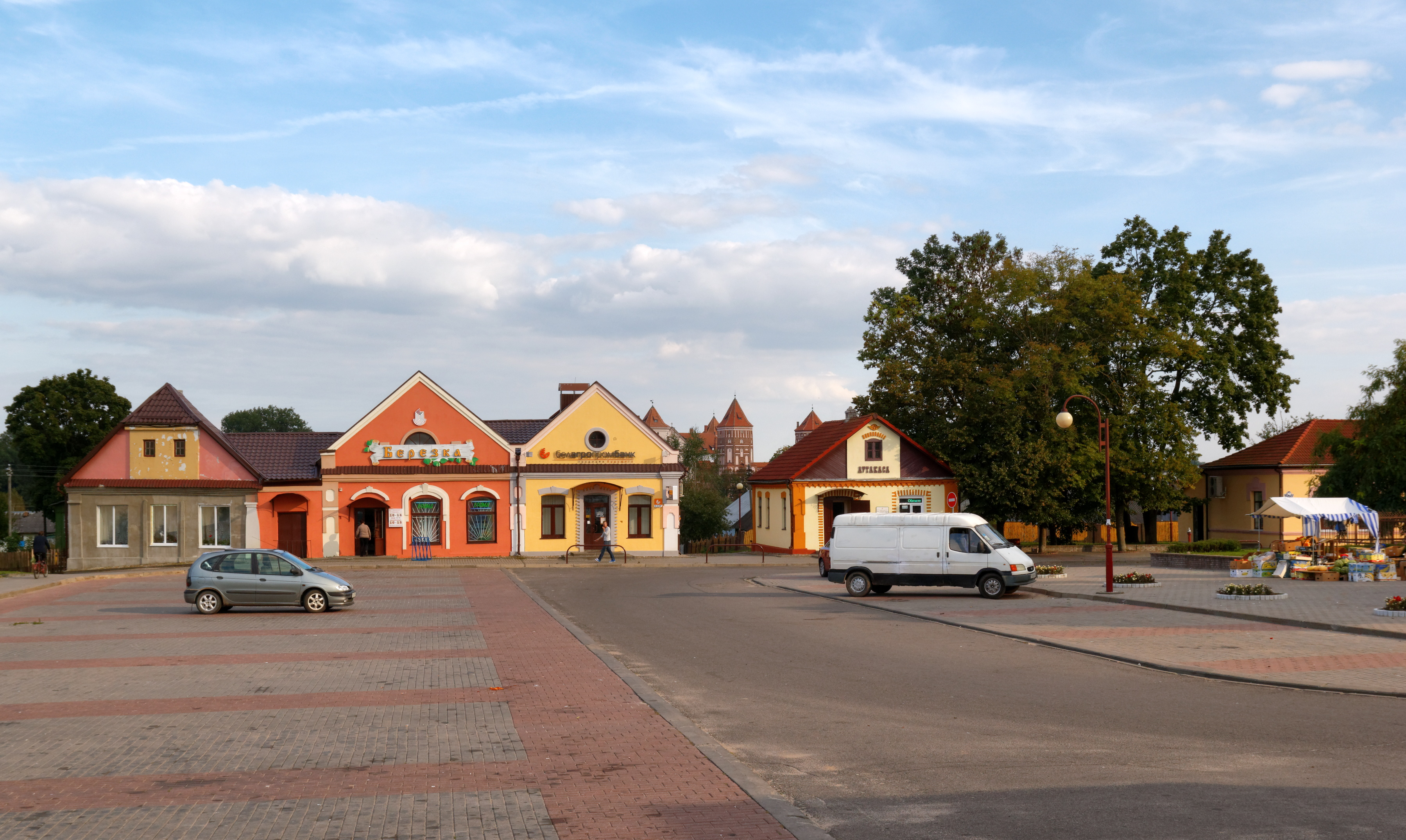
Kamienice na rynku (ob. Plac 17 września)
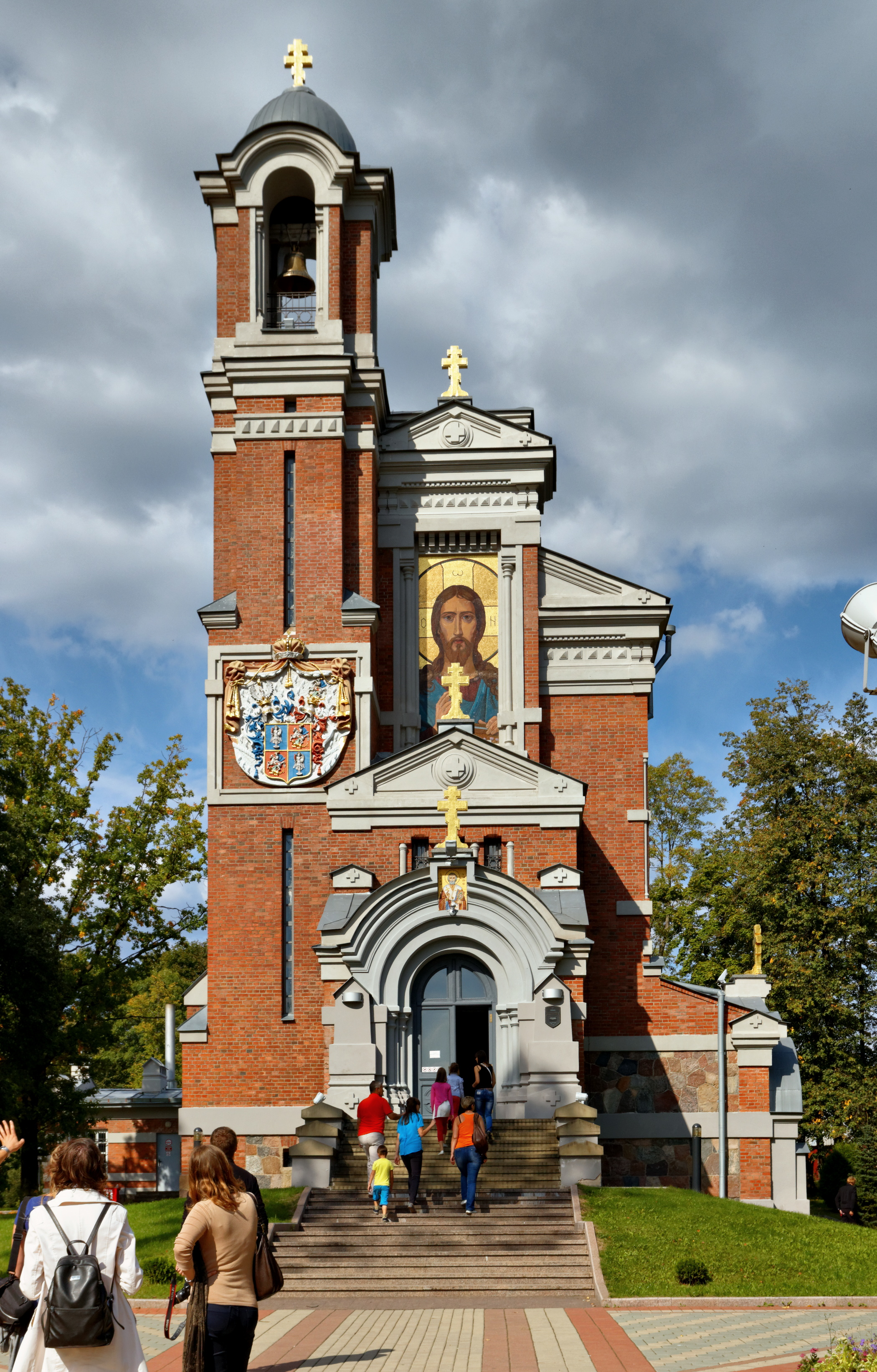
Kaplica rodu Światopełk-Mirskich
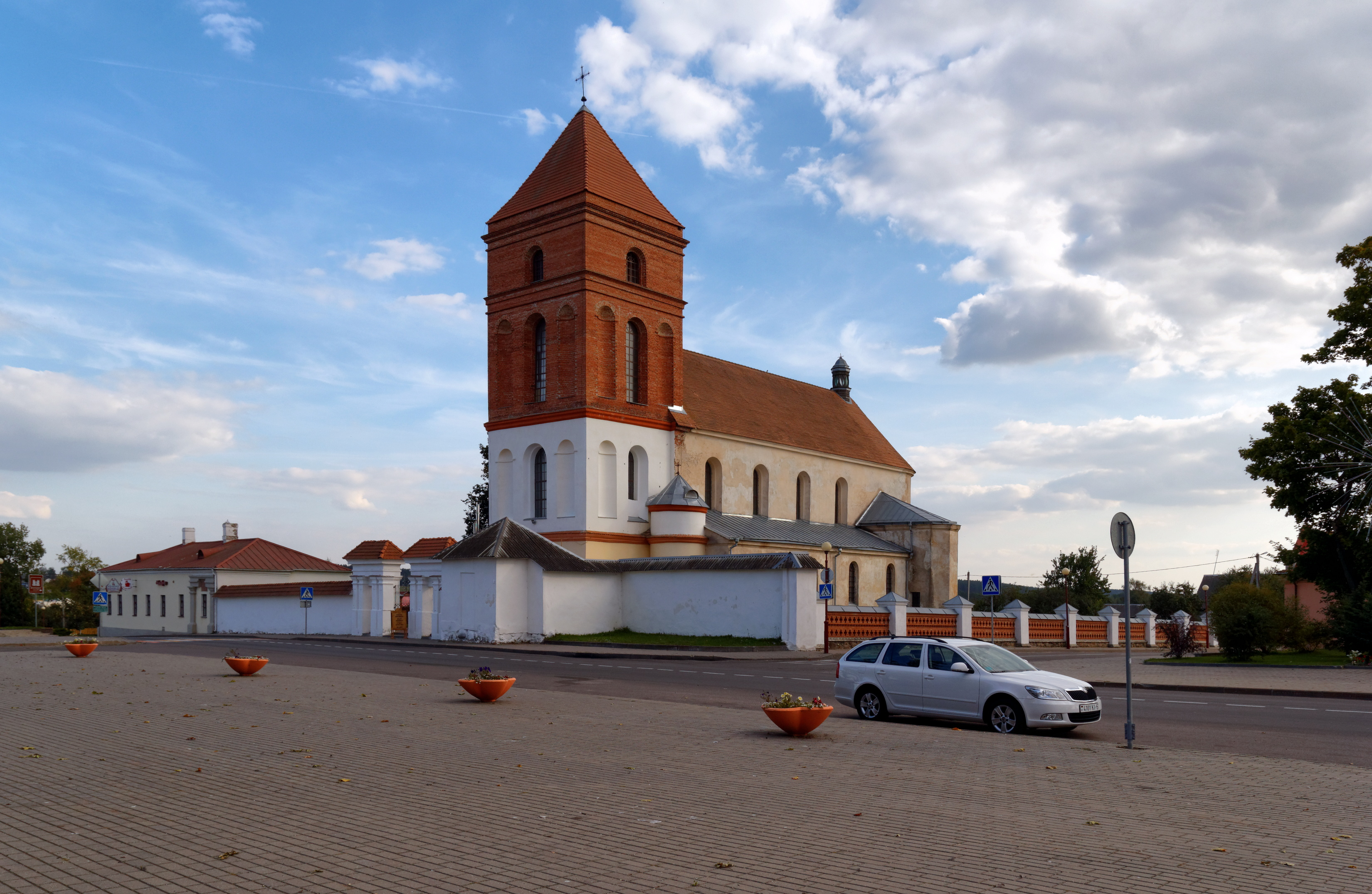
Kościół pw. św. Mikołaja Biskupa
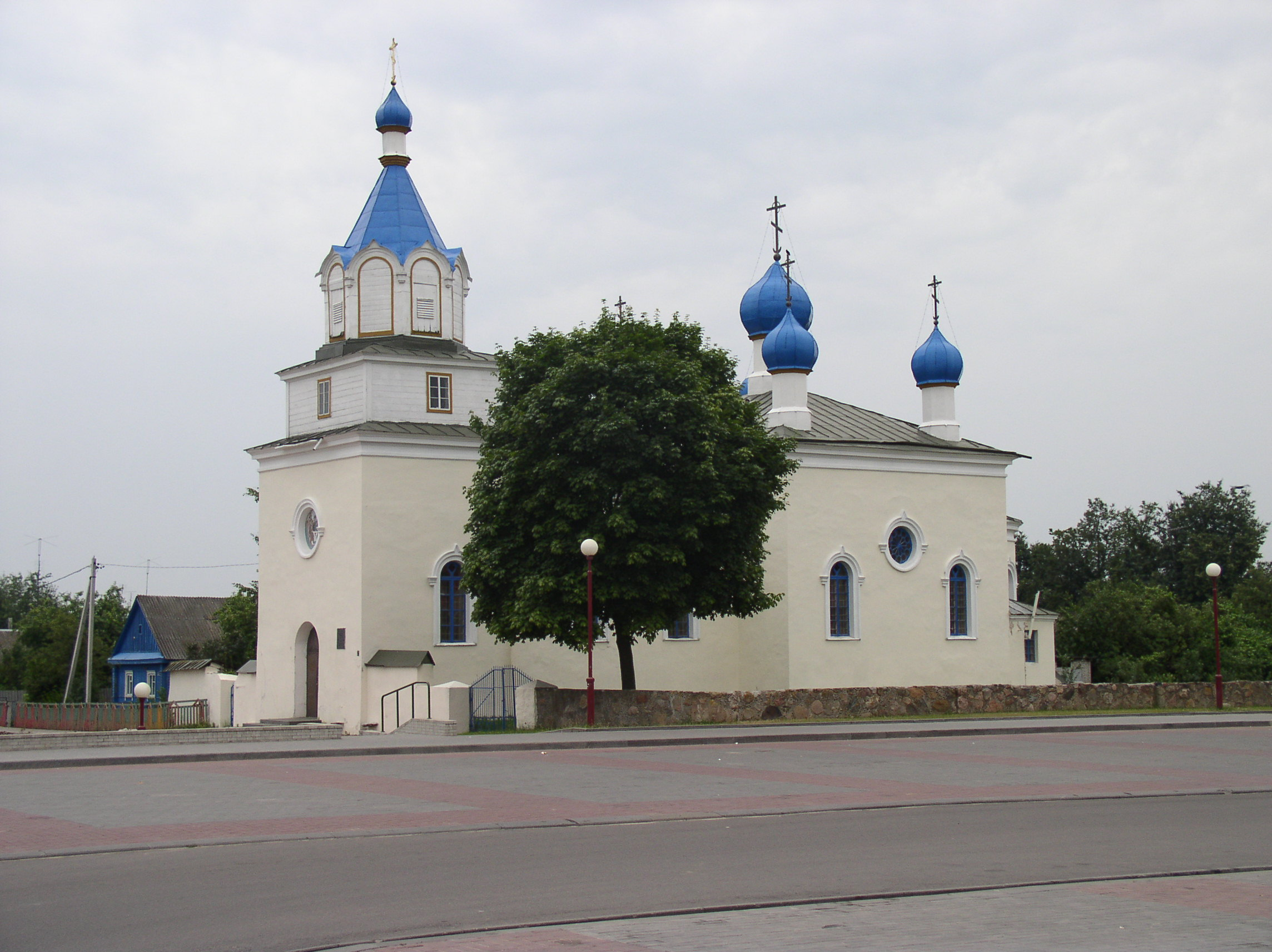
Cerkiew pw. Świętej Trójcy
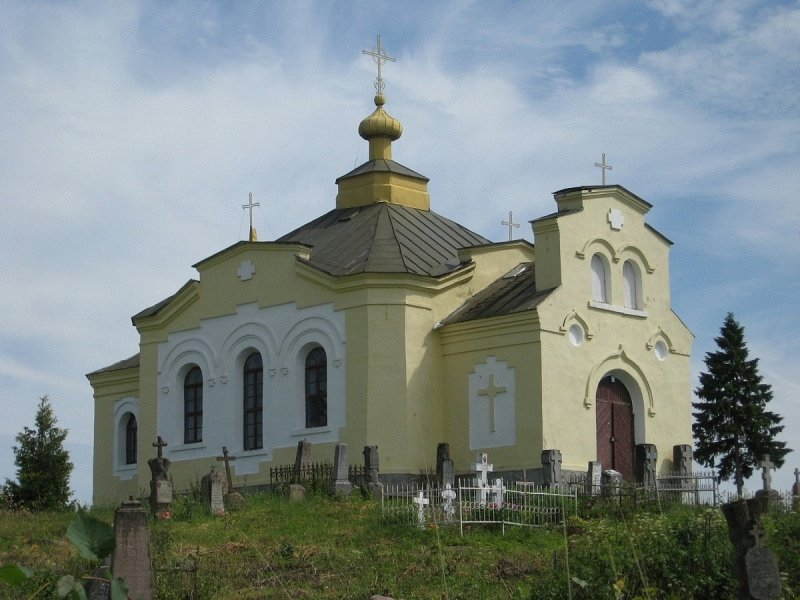
Cerkiew pw. św. Jerzego
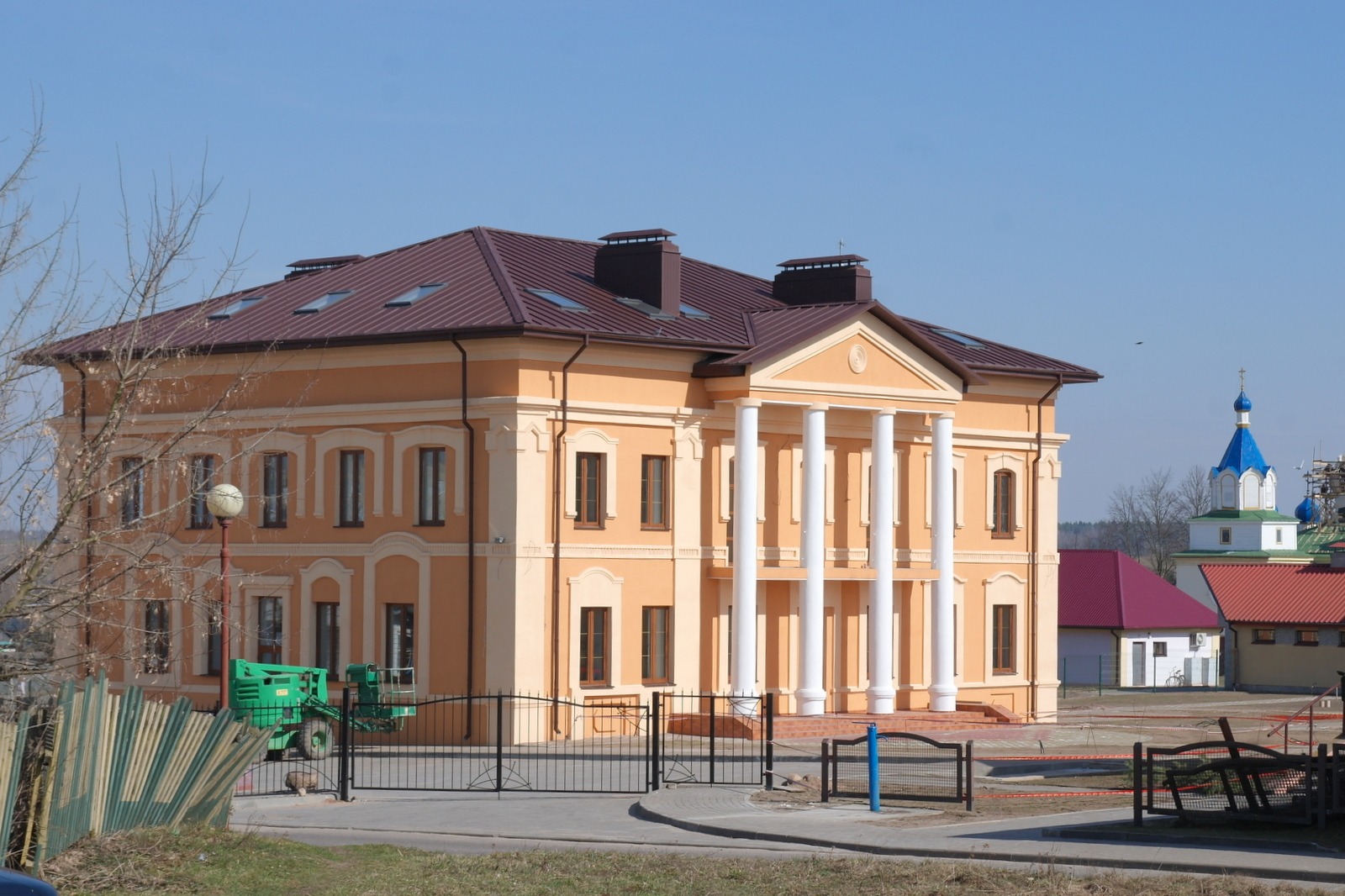
Dawna synagoga główna
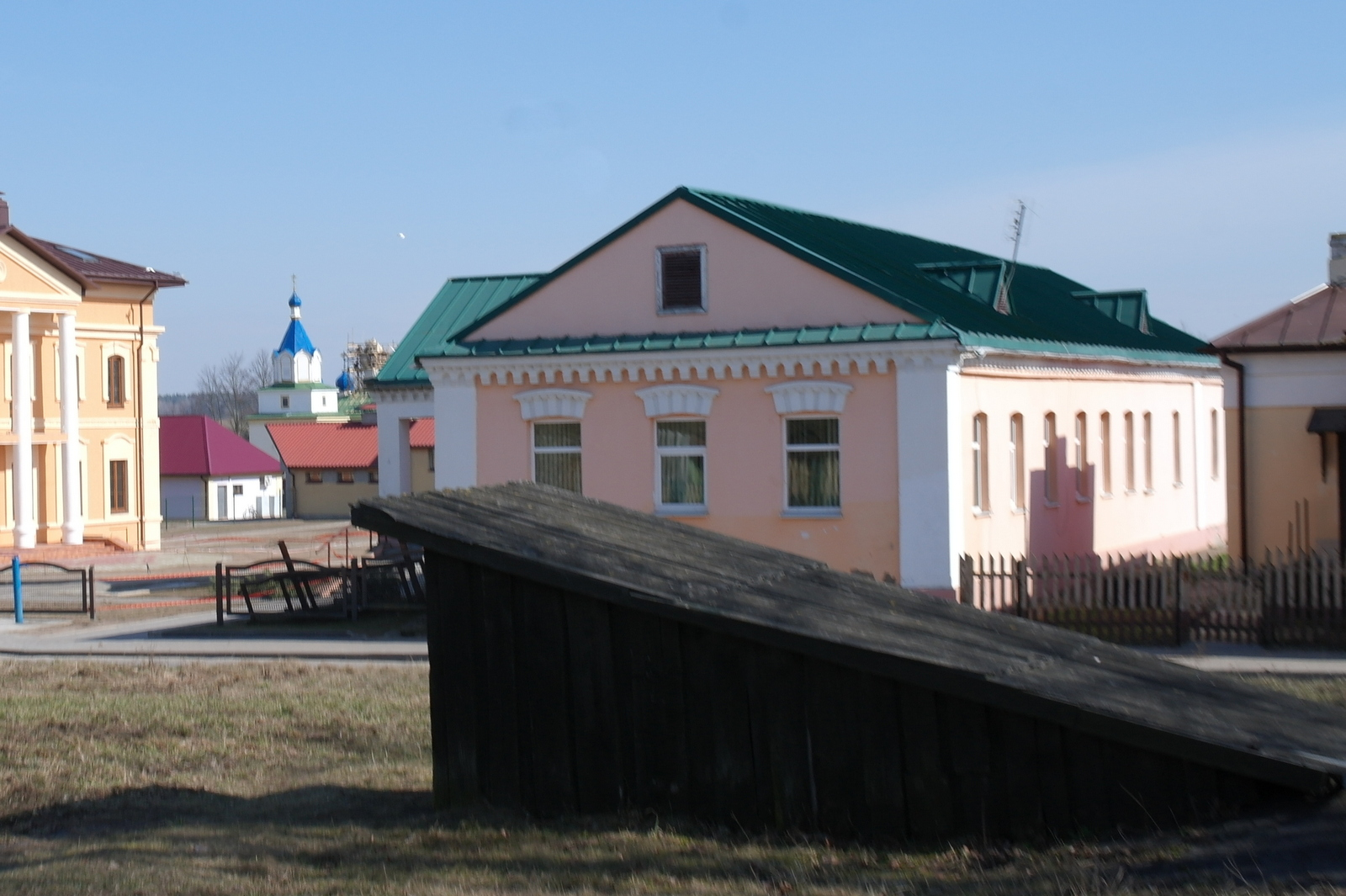
Dawny cheder
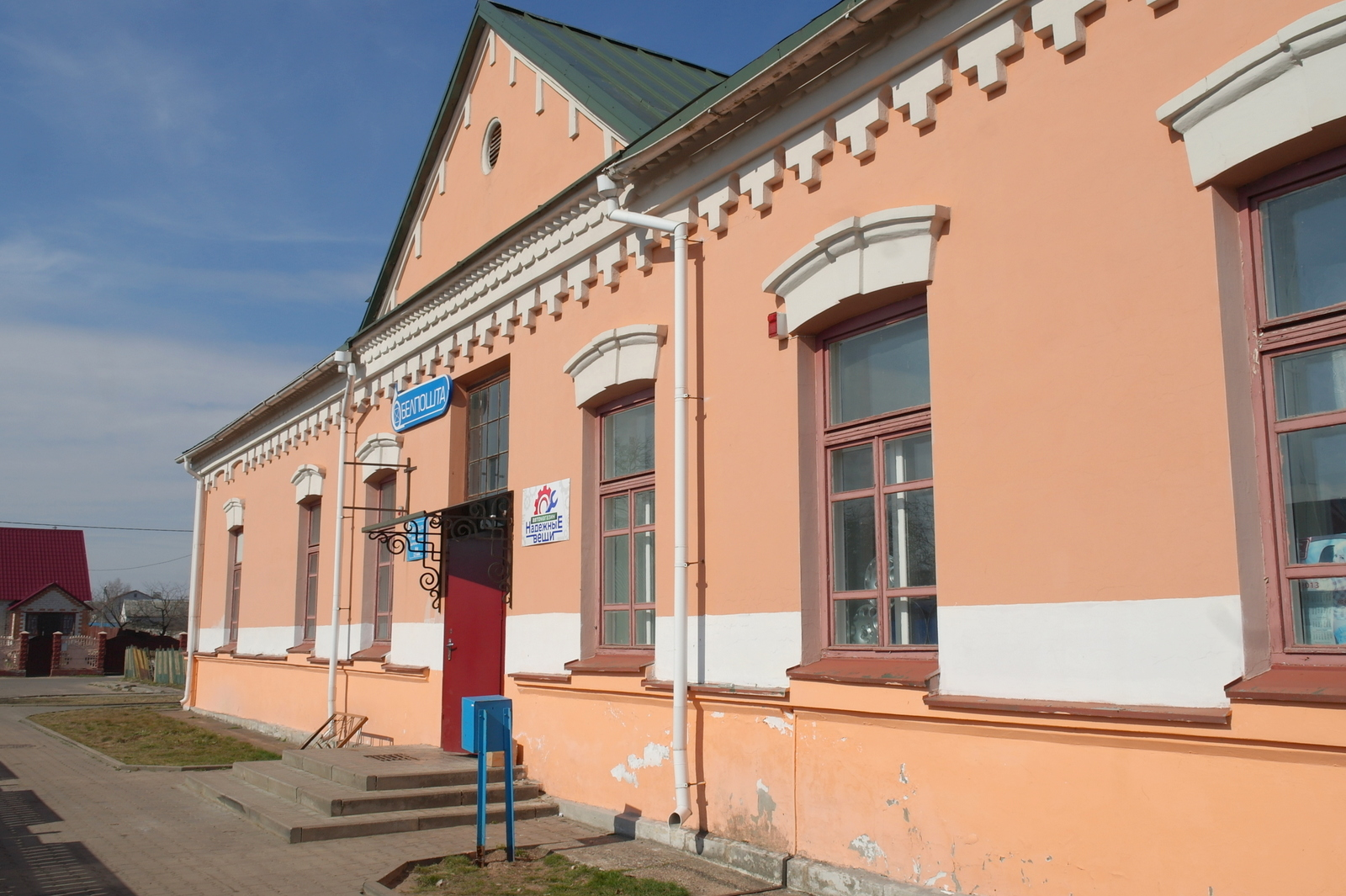
Dawna jesziwa
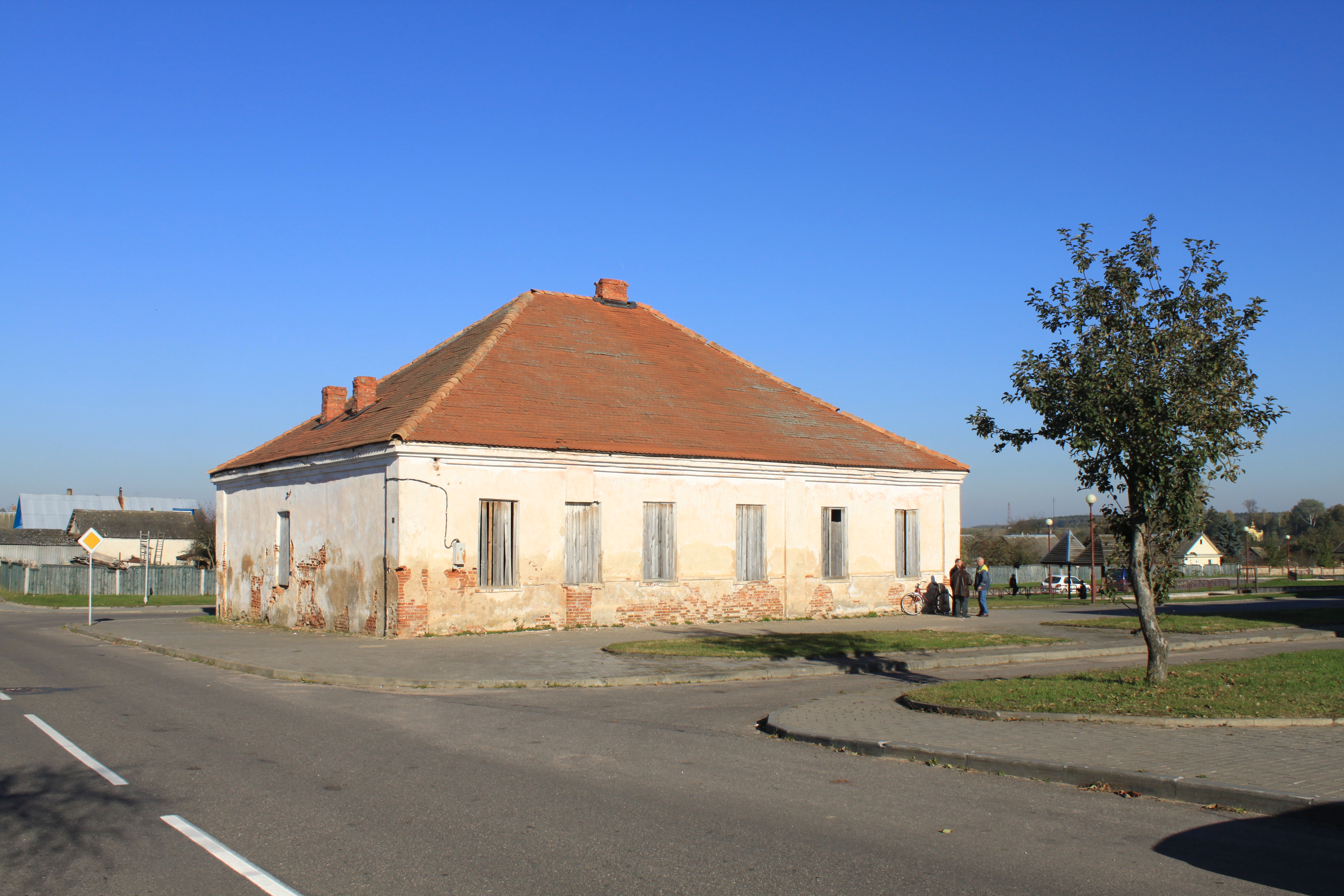
Dawna synagoga
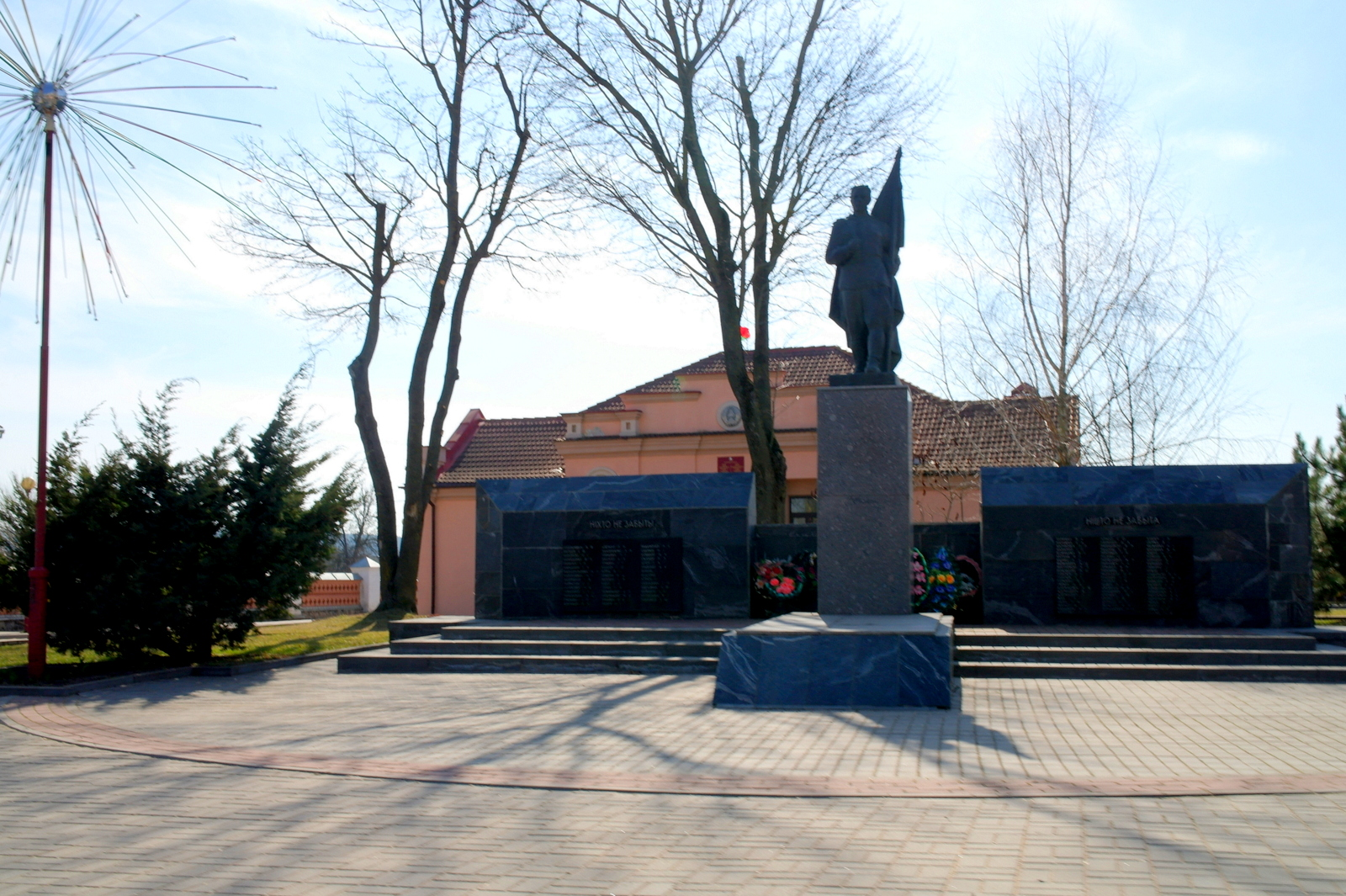
Pomnik i masowy grób poległych w 1944 roku żołnierzy Armii Czerwonej
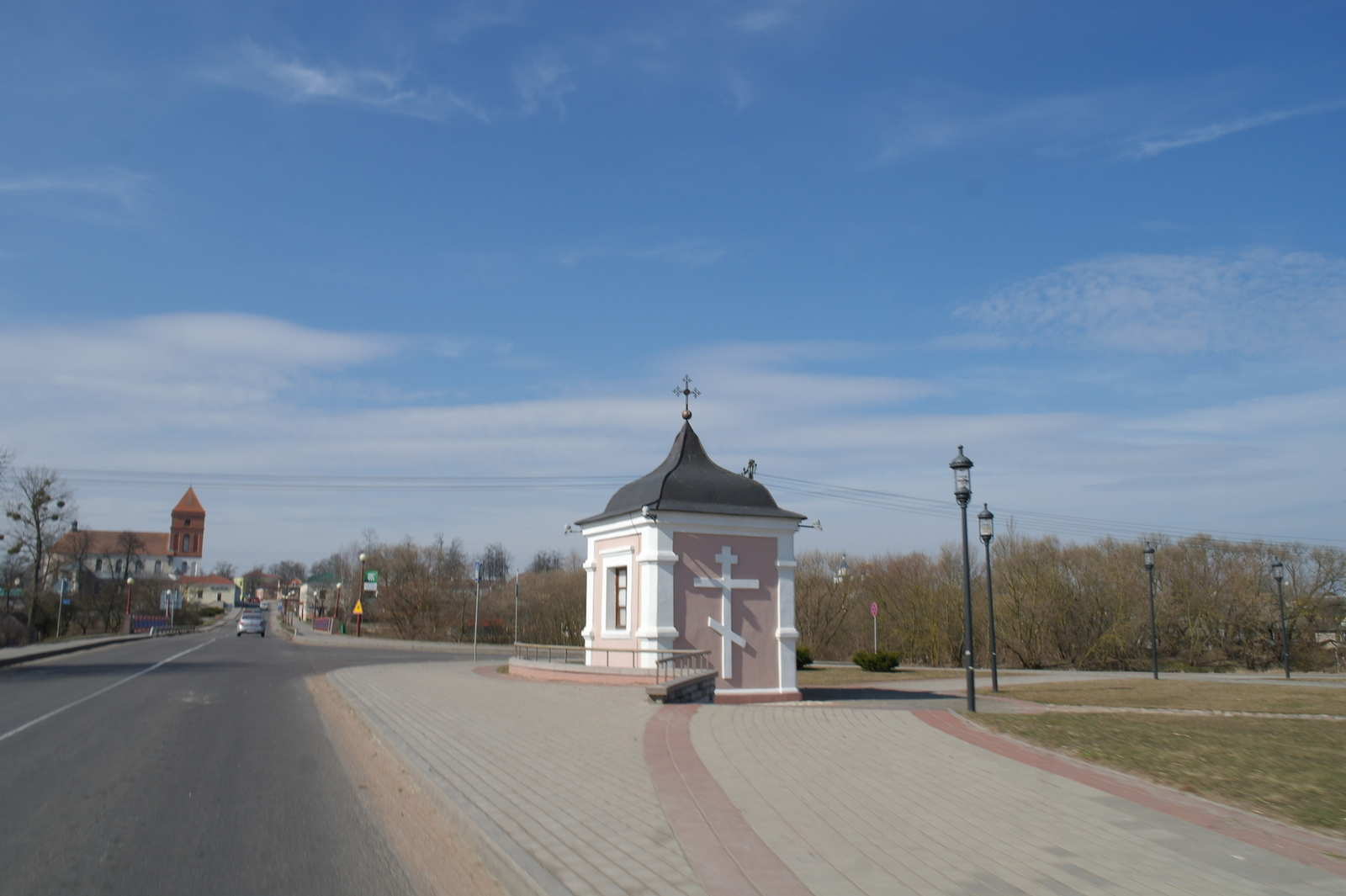
Prawosławna kaplica rodziny Zasławskich
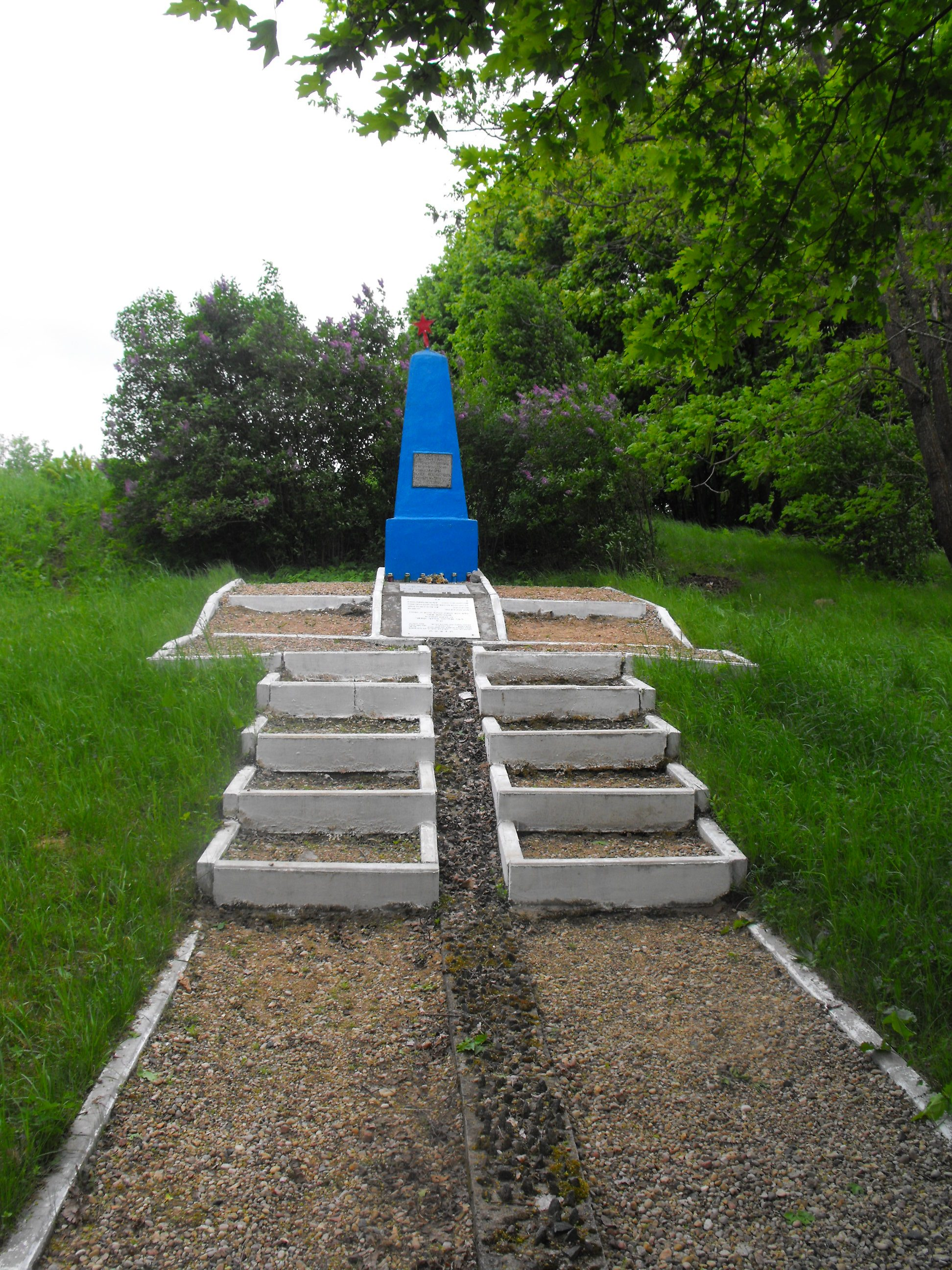
Pomnik upamiętniający 1600 Żydów z Miru zamordowanych w tym miejscu przez Niemców 9 listopada 1941
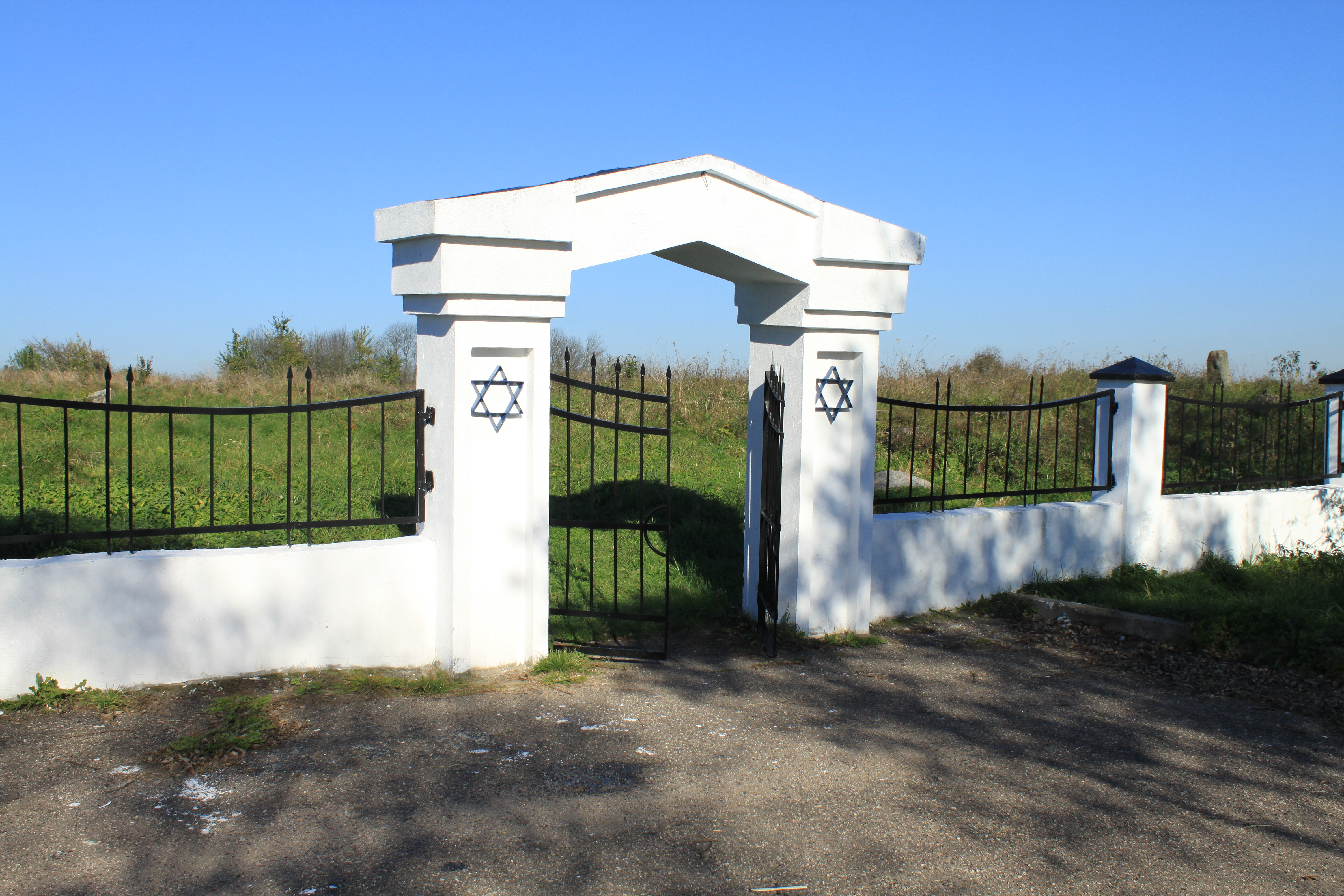
Cmentarz żydowski
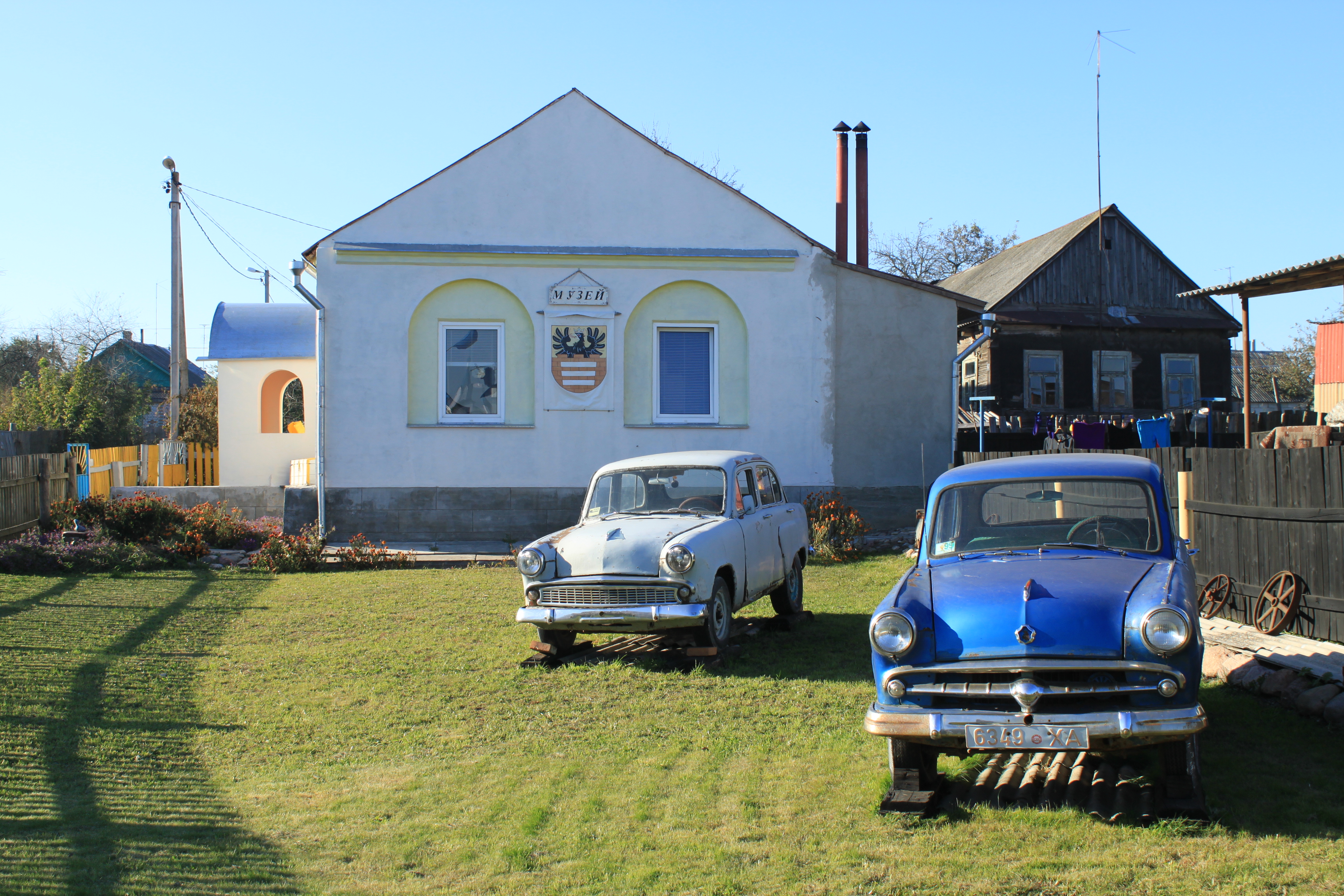
Prywatne muzeum lokalnej historii

## Urodzeni
- Zalman Szazar – izraelski polityk, przez dwie kadencje był prezydentem Izraela
- Romuald Drobaczyński – polski aktor i reżyser dubbingowy i filmowy